# Kassiano Soares Mendonça
Kassiano Soares Mendonça, oder einfach Kassiano (* 24. April 1995 in Rio de Janeiro), ist ein brasilianischer Fußballspieler.

## Karriere
Kassiano Soares Mendonça erlernte das Fußballspielen in der Jugendmannschaft von Fluminense FC in Rio de Janeiro. Hier unterschrieb er 2013 auch seinen ersten Vertrag. 2014 wurde er an den finnischen Verein Myllykosken Pallo -47 ausgeliehen. Der Verein aus Kouvola spielte in der ersten Liga des Landes, der Veikkausliiga. 2015 erfolgte eine Ausleihe in die Slowakei. Hier spielte er von August bis Dezember 2015 für den FC ŠTK 1914 Šamorín aus Šamorín in der zweiten Liga. Der brasilianische Club EC Internacional (SC) lieh ihn 2017 aus. Nach Vertragsende in Rio wechselte er im Juli 2018 nach Malta. Hier unterzeichnete er einen Vertrag beim FC Qormi in Qormi. 13 Spiele absolvierte er mit dem Club in der zweiten Liga, der Maltese First Division. Nachdem sein Vertrag im Juni 2019 ausgelaufen war, war er bis Januar 2020 vertrags- und vereinslos. Im Februar 2020 zog es ihn nach Asien. Hier unterzeichnete er in Thailand einen Vertrag beim Zweitligaaufsteiger Ranong United FC in Ranong. Bis Mitte 2020 absolvierte er vier Zweitligaspiele für Ranong.